# 蒲美蓬大橋
蒲美蓬大橋（皇家轉寫：Saphan Phumiphon）或工業環公路橋（皇家轉寫：Saphan Wongwaen Utsahakam）是泰國二度跨越昭披耶河，連接曼谷南部與北榄府的一座橋樑。其名稱來自泰国卻克里王朝第九代国王蒲美蓬·阿杜德。這座橋在2006年9月20日通車，並在2006年12月5日正式舉辦通車典禮。

## 相簿

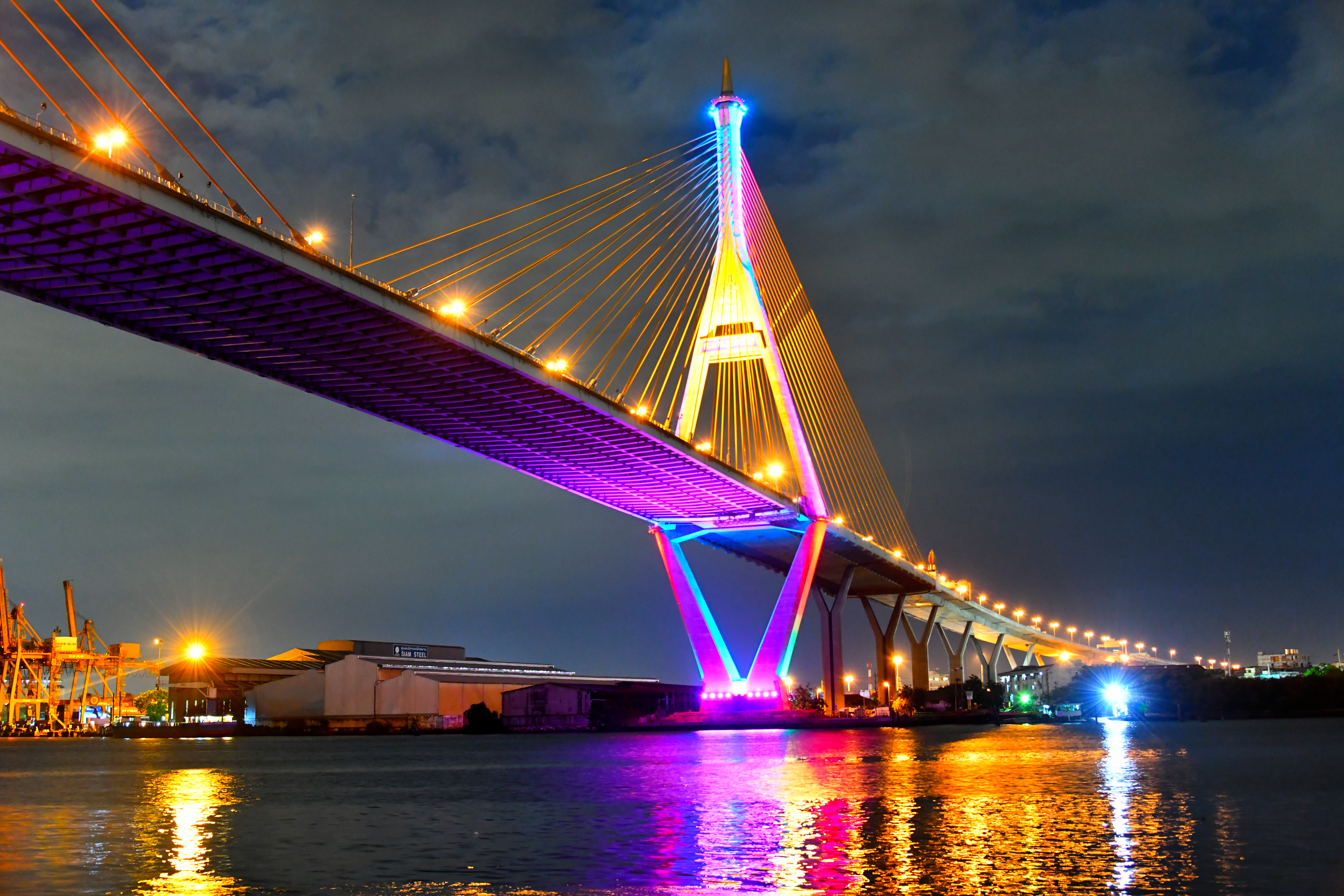
傍晚的蒲美蓬大橋 2
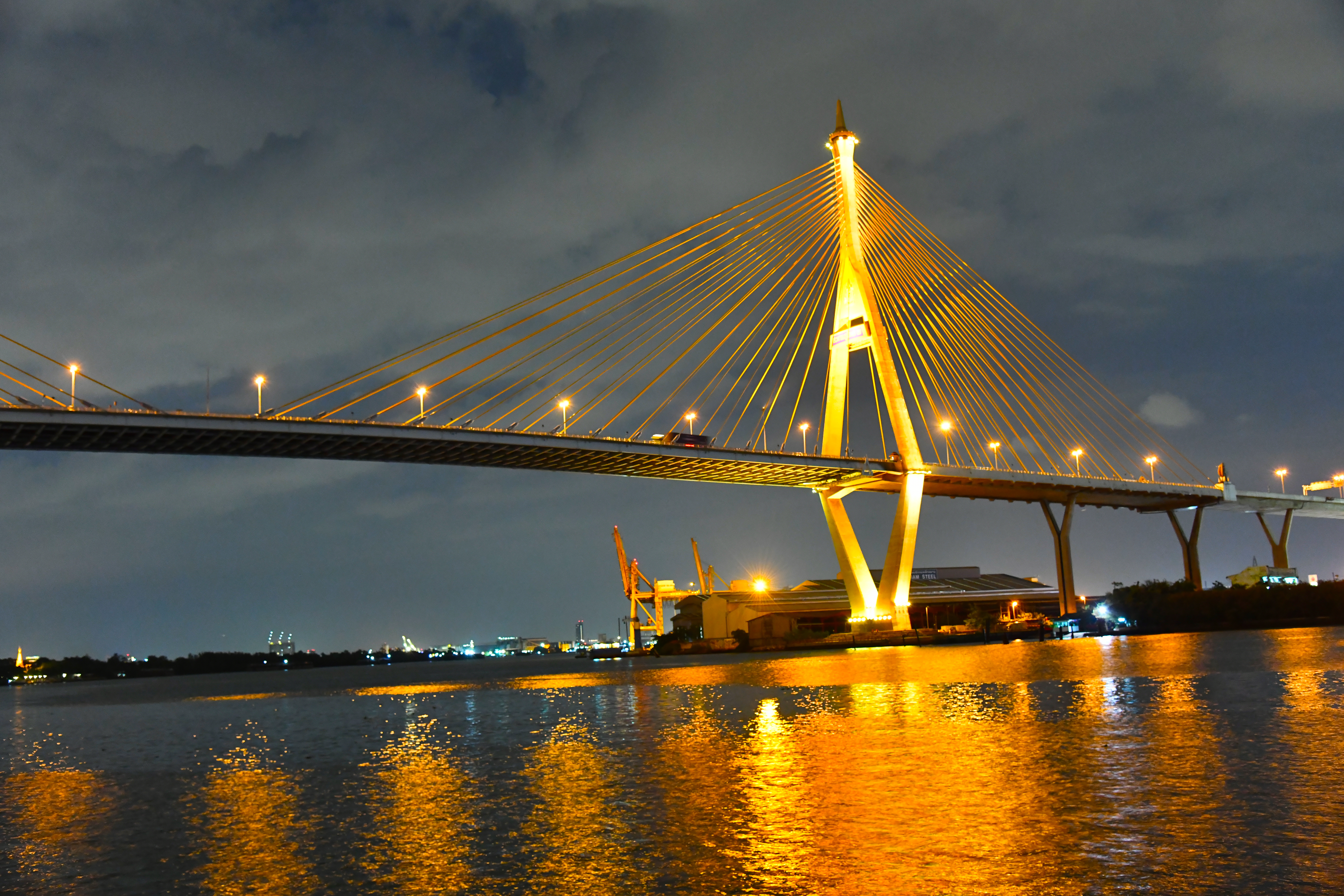
蒲美蓬大橋 2，在大壩附近的橋下拍攝
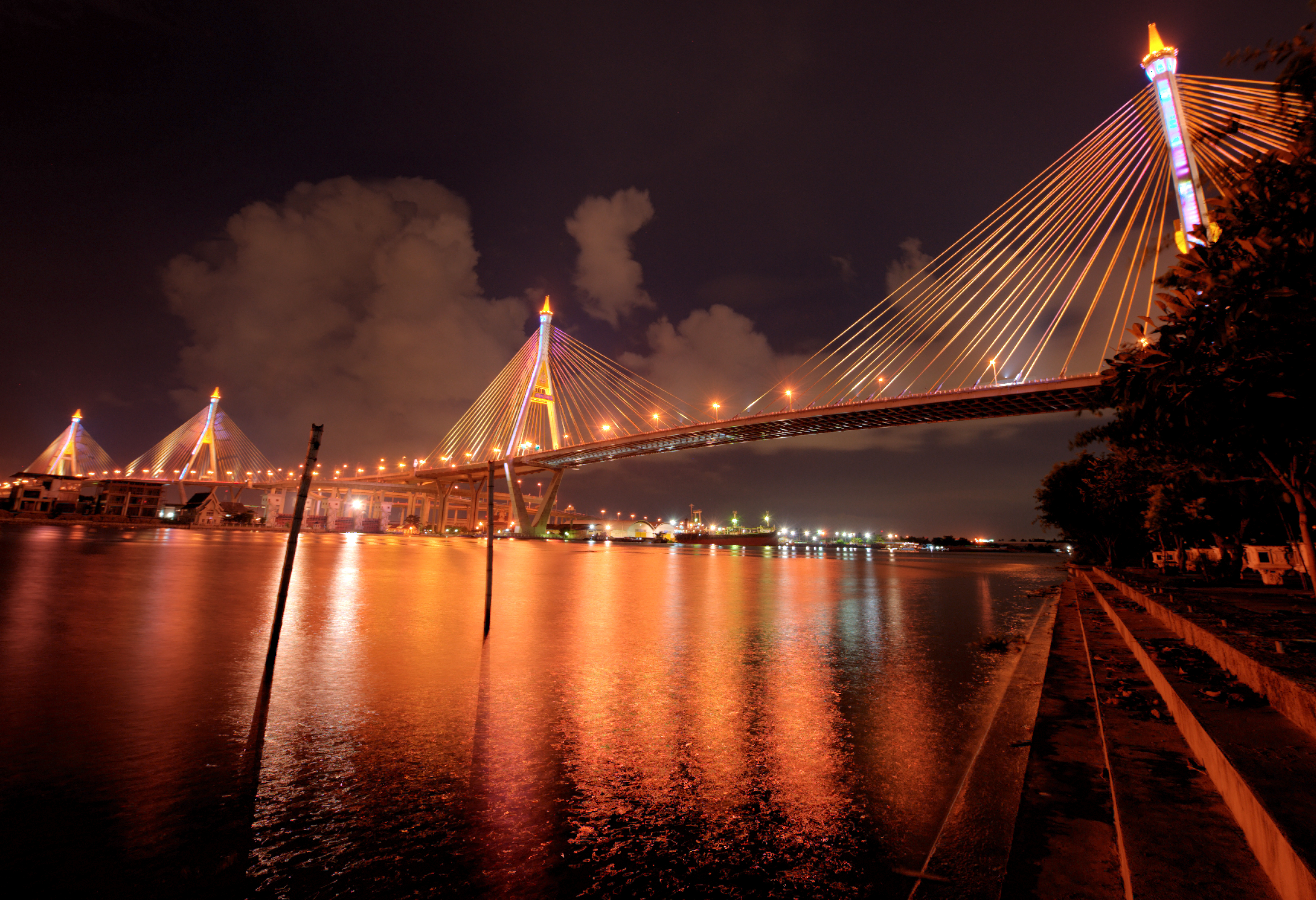
蒲美蓬大橋
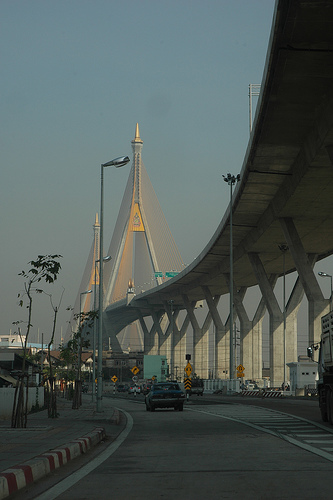
從與橋平行的道路看到的蒲美蓬大橋
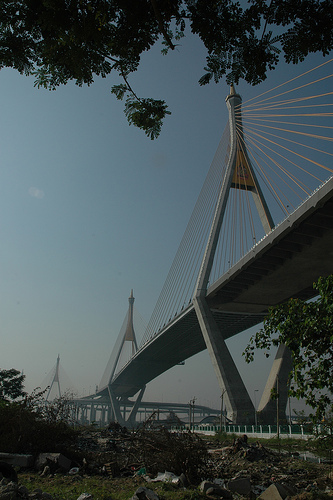
蒲美蓬大橋

## 外部連結
- Map
- Structurae数据库中Mega Bridge (I)的数据
- Structurae数据库中Mega Bridge (II)的数据